# Domsteinane

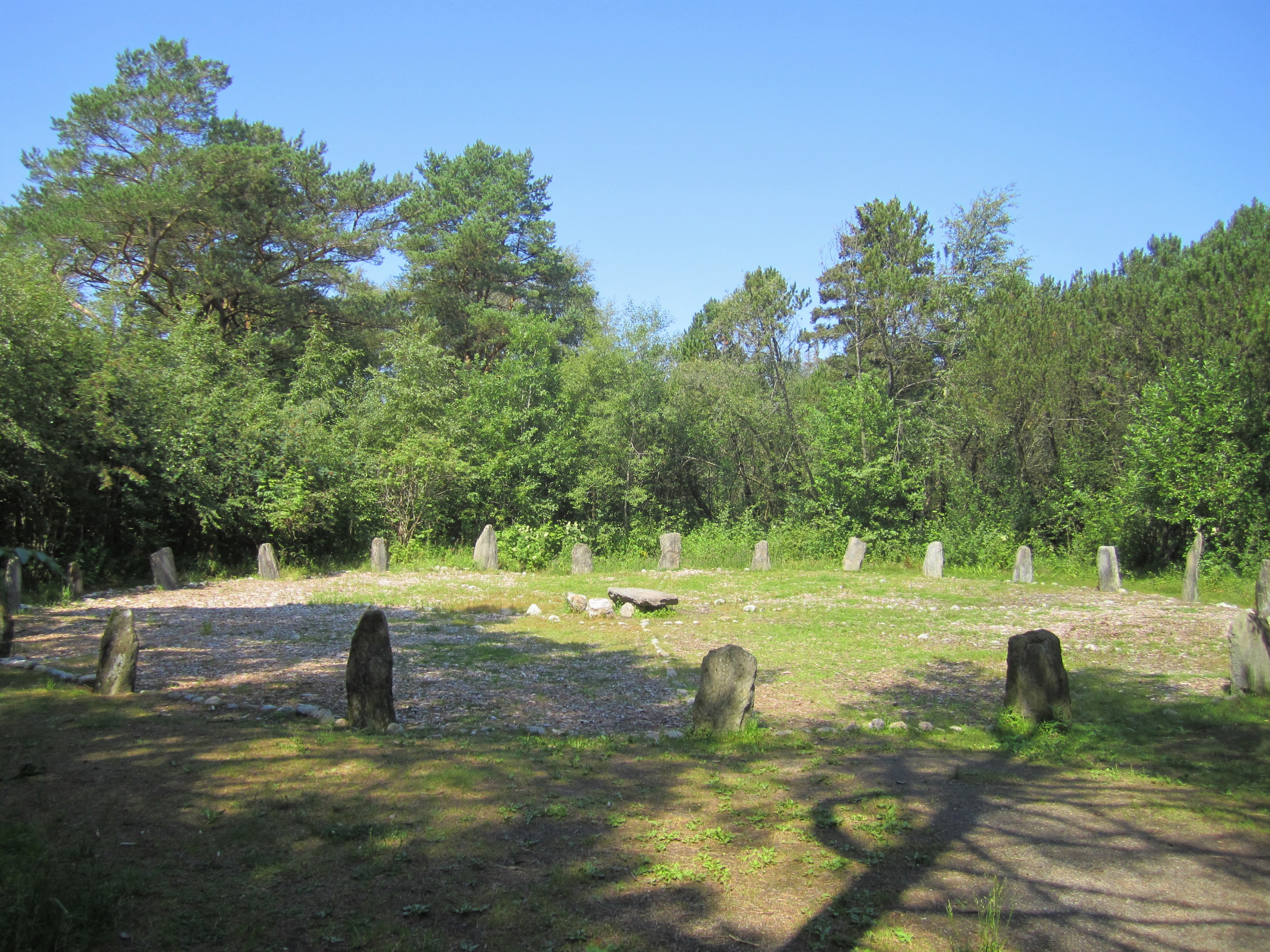
Domsteinane im Juli 2021

Domsteinane in Domsheia, in Sola in Rogaland ist die norwegische Version des in Schweden häufigeren Radgrabes, auch Radkreuzgrab (schwedisch Hjulgrav bzw. Hjulkorsgrav genannt). Die eisenzeitliche (500 v. Chr. – 550 n. Chr.) Steinsetzung auf einer Waldlichtung wird im Volksmund auch Norwegens Stonehenge genannt.

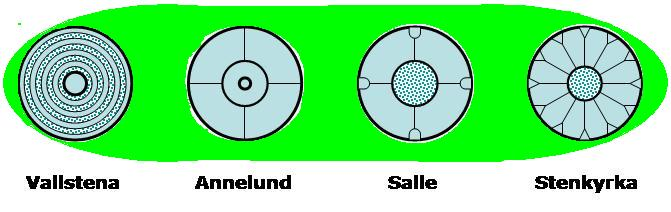
Formen von Radgräbern – Domsteinane entspricht etwa Stenkyrka

Das 1822 zuerst von Nils Henrik Sjöborg (1767–1838) als Steinkreis beschriebene, heute restaurierte Radgrab hat einen Durchmesser von 22,5 m. Es wurde ursprünglich von 24 Menhiren gebildet. Diese Steine am äußeren Rand sind 1,0 bis 1,2 hoch und spitz.
In der Mitte des Rades liegt ein großer flacher Stein wie ein Altar auf zwei quaderartigen Felsen. Neben dem Altar wurden zwei weiße Quarzblöcke gefunden. Um den Altar liegt (wie eine Radnabe) ein Ring aus kleinen runden Rollsteinen. Vom inneren Ring um den Altar gehen acht radial angeordnete Reihen aus Rollsteinen aus, die wie Speichen eines Rades den äußeren Ring erreichen.
Skandinavische Steinkreise (Domarringe genannt) werden meist mit Bestattungen assoziiert, aber kein zeitgenössisches Grab wurde je in einem Steinkreis gefunden. Das Fehlen von Gräbern und der Altar macht es auch für Domsteinane wahrscheinlich, dass dieses Denkmal möglicherweise eine andere rituelle Funktion hatte. Radgräber sind in Skandinavien selten, und Domsteinane ist das einzige in Norwegen.